# Giancarlo Antognoni
Giancarlo Antognoni [ d͡ʒaŋˈkarlo antoɲˈɲoːni], né le 1er avril 1954 à Marsciano (Italie), est un joueur de football italien, devenu dirigeant. 
Au poste de demi offensif, Antognoni effectue l'essentiel de sa carrière avec la Fiorentina, dont il devient un des joueurs les plus emblématiques. Pilier de l'équipe d'Italie de 1974 à 1982, il remporte la Coupe du monde 1982, après avoir atteint la 4e place de la Coupe du monde 1978 puis de l'Euro 1980.

## Biographie

### En club
Né près de Pérouse en Ombrie, Antognoni commence sa carrière en 1970, alors qu'il n'a que seize ans, dans le club d'Astimacobi, en Serie D. En 1972, la Fiorentina entraînée par le Suédois Nils Liedholm, 5e de Serie À la saison précédente, le recrute pour 435 millions de lires (soit environ 3,7 millions de francs de l'époque). Antognoni fait ses débuts en coupe d'Italie dès le 27 août, puis en Serie A le 15 octobre 1972, à Vérone. Le lendemain, le Corriere dello Sport, enthousiaste, le compare à Gianni Rivera, le vainqueur du Ballon d'or 1969. Pour sa première saison, il joue 20 matchs et inscrit deux buts en championnat, contribuant à la 4e place de son équipe, et fait ses débuts en compétitions européennes lors de la Coupe UEFA.
Antognoni s'impose progressivement comme un titulaire indiscutable. Leader de la génération des Roggi (it), Caso (en), Guerini et Desolati (it), il remporte en 1975 son premier titre avec la Coupe d'Italie, grâce à une victoire en finale sur le Milan AC (3-2), puis la Coupe de la Ligue anglo-italienne face à West Ham United (1-0, 1-0). Il est cette saison-là le joueur de la Fiorentina ayant disputé le plus de matchs (29 sur 30 en championnat, les neuf matchs de Coupe d'Italie et les quatre en Coupe Mitropa). En 1977, la Fiorentina est 3e du championnat. À la fin des années 1970, il est nommé capitaine à la suite des départs de Brizi (it) et Pellegrini (it).

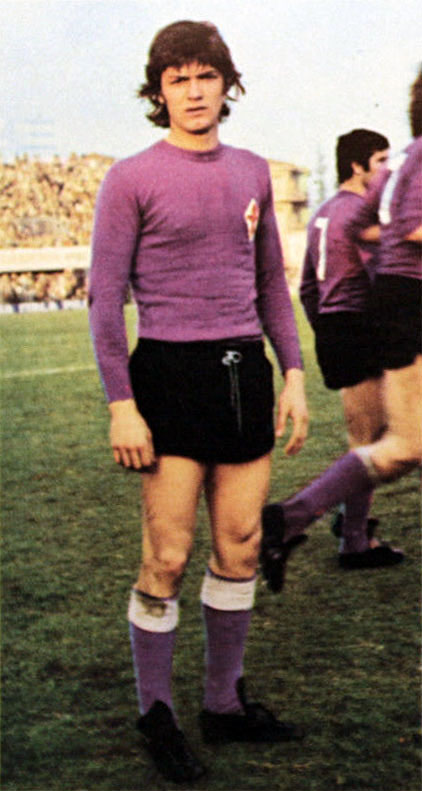
Antognoni avec la Fiorentina en la saison 1974-75

En novembre 1981, il subit une fracture au crâne après un choc avec le gardien de but Silvano Martina (en), qui nécessite une intervention en urgence des soigneurs du club, sur le terrain, et l'éloigne des terrains jusqu'en mars. Son remplaçant Luciano Miani aide l'équipe à conserver sa place tout en haut du championnat. Invaincue de novembre à mai, la Fiorentina termine finalement la saison à la 2e place, à un point de la Juventus de Turin. En février 1984, alors que la Fiorentina est le principal adversaire de la Juventus pour le titre, un choc avec Luca Pellegrini, de la Sampdoria, lui coûte une fracture du péroné et tibia, et une convalescence de plusieurs mois. La Fiorentina termine cette saison à la 3e place. Antognoni manque toute la saison 1984-1985 et ne retrouve les terrains qu'en novembre 1985, contre l'avis de l'entraîneur Aldo Agroppi, mis sous pression par les supporteurs et des médias.
La saison 1986-1987 est également tronquée : victime d'une nouvelle blessure en fin de saison précédente, Antognoni ne fait ses débuts en championnat qu'en décembre, lors de la 12e journée, alors que le club est 11e sur 16. Il dispute les 19 derniers matchs et contribue au maintien du club, bien aidé en cela par l'efficacité de Ramón Díaz en attaque. Il inscrit son dernier but face à Empoli en avril 1987. Après quinze années à La Viola, Antognoni arrête là sa carrière en Italie. Son bilan avec la Fiorentina est de 429 rencontres toutes compétitions confondues, un record pour le club, pour 72 buts. En Serie A, il compte 341 apparitions et 61 buts. 
Il signe alors avec le FC Lausanne, en Suisse. Il y joue deux saisons anonymes (le club suisse termine 8e puis 10e sur douze en championnat) avant de prendre sa retraite sportive, en 1989. Le 15 avril 1989, son jubilé est organisé au Stadio Artemio Franchi de Florence devant 40 000 tifosi.

### En équipe nationale
Antognoni commence sa carrière internationale le 20 novembre 1974 à l'occasion d'un match des éliminatoires à l'Euro 1976 contre l'équipe des Pays-Bas, sous la direction de Fulvio Bernardini ; il n'a alors que 20 ans. Malgré la non-qualification à l'Euro, il devient un titulaire régulier en sélection, reprise en main par Enzo Bearzot à partir de septembre 1975. Il marque son premier but en avril 1976, lors d'un match amical face au Portugal.
Les Italiens se qualifient pour la Coupe du monde de 1978 aux dépens de l'Angleterre, devancé à la différence de buts. À 24 ans, Antognoni passe déjà pour un cadre de l'équipe avec ses 28 sélections. En décembre 1977 et janvier 1978, en l'absence de Dino Zoff, il porte à deux reprises le brassard de capitaine lors de matchs amicaux. En Argentine, l'Italie bat la France (2-1), la Hongrie (3-1) et le pays-hôte (1-0) au premier tour, puis fait match nul avec l'Allemagne au 2e tour. Antognoni y cède sa place à la pause et manque les deux matchs suivants contre l'Autriche et les Pays-Bas. Battue par ces derniers (1-2), l'Italie est qualifiée pour la « petite finale » où malgré le retour d'Antognoni, elle s'incline face au Brésil (2-1), et termine à la 4e place. Les Argentins, malmenés au premier tour par les Italiens, remportent finalement le tournoi.
Deux ans plus tard, Bearzot sélectionne logiquement Antognoni pour l'Euro 1980, organisé à domicile. Très prudents, les Italiens entament le premier tour par un match nul et vierge face à l'Espagne, puis battent l'Angleterre grâce au seul but de Tardelli, au bout d'une action initiée par Antognoni. Le 3e match face à la Belgique est décisif, mais Antognoni se blesse et doit être remplacé après 35 minutes de jeu. Après un nouveau match nul, l'Italie, 2e du groupe, n'est qualifiée que pour la petite finale, qu'Antognoni ne dispute pas. Elle s'y incline aux tirs au but face à la Tchécoslovaquie (1-1, tab 8-9).

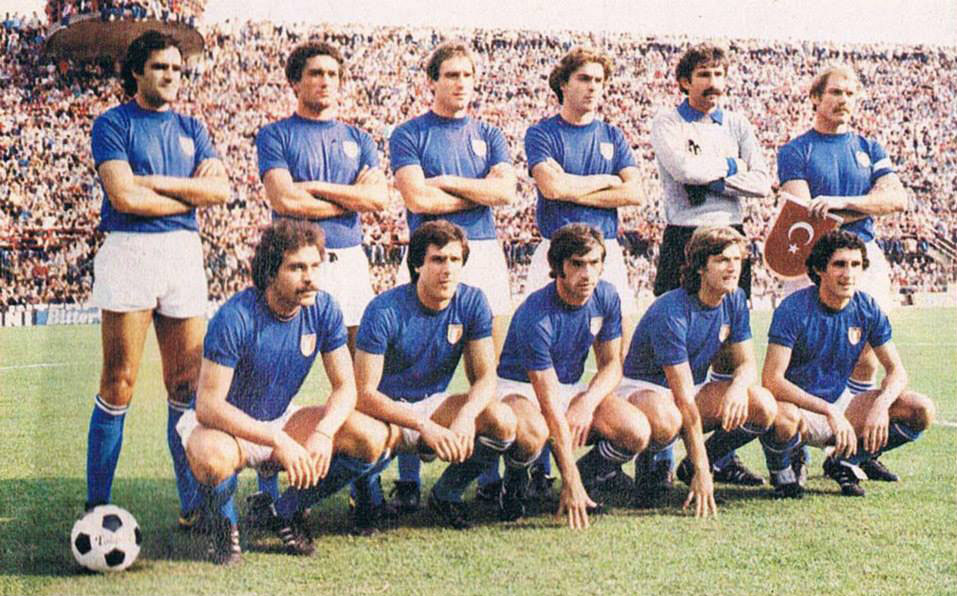
Antognoni (accroupi, deuxième à droite) avec l'équipe nationale italienne en 1978

Antognoni contribue activement à la qualification des Italiens à la Coupe du monde de 1982, en dépit du scandale du Totonero qui secoue le football italien. Lors du Mundialito organisé au début de 1981 par l'Uruguay, il est de nouveau promu capitaine pour deux matchs, en l'absence de Zoff. Il est lors du mondial en Espagne l'Italien le plus « capé » après l'inoxydable Dino Zoff, 40 ans. Il joue les trois matchs de premier tour (pour autant de matchs nuls, qui suffisent à qualifier l'équipe), puis participe aux deux victoires du second tour sur l'Argentine (2-1), tenante du titre, et sur le fameux Brésil de 1982 (3-2), contre lequel un but lui est injustement refusé. En demi-finale, l'Italie écarte la Pologne (2-0), mais Antognoni doit une nouvelle fois sortir sur blessure après une faute de Waldemar Matysik… et ne peut pas tenir son poste lors de la finale remportée face à l'Allemagne.
En août, il participe à un match de charité de l'Unicef à New York entre une sélection européenne et une sélection FIFA du reste du monde, au cours duquel il brille particulièrement et marque le 3e et dernier but de son équipe.
Sa carrière internationale s’achève en novembre 1983 après un match perdu contre l'équipe de Tchécoslovaquie à Prague, sa 3e défaite d'affilée lors des éliminatoires de l'Euro 1984, quelques semaines avant une fracture du péroné qui l'éloigne des terrains jusqu'en novembre 1985. Son bilan s'arrête à 73 sélections et sept buts.

### Dirigeant
De retour à Florence, Antognoni accepte la proposition du président de la Fiorentina Mario Cecchi Gori de devenir son directeur général. Il conserve cette fonction à la mort du président, remplacé par son fils Vittorio Cecchi Gori. À la fin de la saison 1992-1993, alors que la situation de l'équipe est critique en championnat, il assume des responsabilités techniques auprès Luciano Chiarugi, nommé entraîneur. Le duo ne peut cependant empêcher la relégation des Florentins en Serie B.
Revenu à un poste de dirigeant, il recrute notamment le Portugais Rui Costa en 1994, qui reste sept saisons au club. Le club remporte pendant ces années la Coupe d'Italie en 1996 et 2001. Antognoni démissionne en 2001. 
Il est nommé vers 2004 par la Fédération italienne de football (FIGC) comme manager auprès des sélections de jeunes. Il occupe toujours ces fonctions en 2014. En 2014, il est candidat au poste de Team manager de la sélection A, finalement confié à Gabriele Oriali.
En 2007, il apparaît en tête des joueurs préférés des supporters de la Fiorentina dans un sondage commandé par La Nazione dans le cadre des 80 ans du club. En 2012, il est nommé au sein du Hall of fame rendu public par la Fiorentina.

## Statistiques individuelles
| Saison           | Club              | Championnat      | Championnat | Championnat | Coupe nationale | Coupe nationale | Comp. européennes | Comp. européennes | Comp. européennes | Autres | Autres | Autres | Total  | Total |
| Saison           | Club              | Comp.            | Matchs      | Buts        | Matchs          | Buts            | Comp              | Matchs            | Buts              | Comp   | Matchs | Buts   | Matchs | Buts  |
| ---------------- | ----------------- | ---------------- | ----------- | ----------- | --------------- | --------------- | ----------------- | ----------------- | ----------------- | ------ | ------ | ------ | ------ | ----- |
| 1970-1971        | Astimacobi        | Serie D          | 5           | 1           | -               | -               | -                 | -                 | -                 | -      | -      | -      | 5      | 1     |
| 1971-1972        | Astimacobi        | Serie D          | 22          | 3           | -               | -               | -                 | -                 | -                 | -      | -      | -      | 22     | 3     |
| Total Astimacobi | Total Astimacobi  | Total Astimacobi | 27          | 4           | -               | -               | -                 | -                 | -                 | -      | -      | -      | 27     | 4     |
| 1972-1973        | AC Fiorentina     | Serie A          | 20          | 2           | 2               | -               | CU                | 1                 | -                 | CA-I   | 6      | -      | 29     | 2     |
| 1973-1974        | AC Fiorentina     | Serie A          | 25          | 1           | 4               | 1               | CU                | 2                 | -                 | -      | -      | -      | 31     | 2     |
| 1974-1975        | AC Fiorentina     | Serie A          | 29          | 4           | 9               | 1               | CM                | 4                 | -                 | -      | -      | -      | 42     | 5     |
| 1975-1976        | AC Fiorentina     | Serie A          | 30          | 5           | 6               | 2               | CdC               | 4                 | -                 | CdLI-A | 2      | -      | 42     | 7     |
| 1976-1977        | AC Fiorentina     | Serie A          | 28          | 4           | 4               | -               | CM                | 4                 | -                 | -      | -      | -      | 36     | 4     |
| 1977-1978        | AC Fiorentina     | Serie A          | 26          | 6           | 4               | 1               | CU                | 2                 | -                 | -      | -      | -      | 32     | 7     |
| 1978-1979        | AC Fiorentina     | Serie A          | 27          | -           | 4               | -               | -                 | -                 | -                 | -      | -      | -      | 31     | -     |
| 1979-1980        | AC Fiorentina     | Serie A          | 30          | 8           | 4               | 1               | -                 | -                 | -                 | -      | -      | -      | 34     | 9     |
| 1980-1981        | AC Fiorentina     | Serie A          | 27          | 9           | 6               | -               | -                 | -                 | -                 | -      | -      | -      | 33     | 9     |
| 1981-1982        | AC Fiorentina     | Serie A          | 16          | 3           | 5               | 2               | -                 | -                 | -                 | -      | -      | -      | 21     | 5     |
| 1982-1983        | AC Fiorentina     | Serie A          | 27          | 9           | 5               | -               | CU                | 2                 | 1                 | -      | -      | -      | 34     | 10    |
| 1983-1984        | AC Fiorentina     | Serie A          | 18          | 5           | 5               | 2               | -                 | -                 | -                 | -      | -      | -      | 23     | 7     |
| 1984-1985        | AC Fiorentina     | Serie A          | -           | -           | -               | -               | CU                | -                 | -                 | -      | -      | -      | -      | -     |
| 1985-1986        | AC Fiorentina     | Serie A          | 19          | 1           | 3               | -               | -                 | -                 | -                 | -      | -      | -      | 22     | 1     |
| 1986-1987        | AC Fiorentina     | Serie A          | 19          | 4           | -               | -               | -                 | -                 | -                 | -      | -      | -      | 19     | 4     |
| Total Fiorentina | Total Fiorentina  | Total Fiorentina | 341         | 61          | 61              | 10              |                   | 19                | 1                 |        | 8      | -      | 429    | 72    |
| 1987-1988        | FC Lausanne-Sport | LN A             | 33          | 5           | -               | -               | -                 | -                 | -                 | -      | -      | -      | 33     | 5     |
| 1988-1989        | FC Lausanne-Sport | LN A             | 18          | 2           | -               | -               | -                 | -                 | -                 | -      | -      | -      | 18     | 2     |
| Total Lausanne   | Total Lausanne    | Total Lausanne   | 51          | 7           | -               | -               | -                 | -                 | -                 | -      | -      | -      | 51     | 7     |
| Total            | Total             | Total            | 419         | 72          | 61              | 10              |                   | 19                | 1                 |        | 8      | -      | 507    | 83    |

## Palmarès
- Vainqueur de la Coupe du monde 1982 avec l'équipe d'Italie
- Vainqueur de la Coupe d'Italie en 1975 avec la Fiorentina